# Municipio de Beaverdam (condado de Richmond)
El municipio de Beaverdam (en inglés: Beaverdam  Township) es un municipio ubicado en el  condado de Richmond en el estado estadounidense de Carolina del Norte. En el año 2010 tenía una población de 3.676 habitantes.

## Geografía
El municipio de Beaverdam se encuentra ubicado en las coordenadas 35°0′15.56″N 79°37′38.18″O / 35.0043222, -79.6272722.